# Villeneuve, Fribourg
Villeneuve är en ort i kommunen Surpierre i kantonen Fribourg i Schweiz. Villeneuve var tidigare en egen kommun, men den 1 januari 2017 inkorporerades Villeneuve i kommunen Surpierre.